# Élections législatives de 2017 dans l'Essonne
Les élections législatives françaises de 2017 se déroulent les 11 et 18 juin 2017. Dans le département de l'Essonne, dix députés sont à élire dans le cadre de dix circonscriptions.

## Élus
| Circonscription                                 | Député sortant                            | Parti | Parti       | Député élu ou réélu   | Parti | Parti |
| ----------------------------------------------- | ----------------------------------------- | ----- | ----------- | --------------------- | ----- | ----- |
| 1re                                             | Manuel Valls                              |       | PS puis DVG | Manuel Valls          |       | DVG   |
| 2e                                              | Franck Marlin                             |       | LR          | Franck Marlin         |       | LR    |
| 3e                                              | Michel Pouzol                             |       | PS          | Laëtitia Romeiro Dias |       | LREM  |
| 4e                                              | Nathalie Kosciusko-Morizet*               |       | LR          | Marie-Pierre Rixain   |       | LREM  |
| 5e                                              | Maud Olivier                              |       | PS          | Cédric Villani        |       | LREM  |
| 6e                                              | François Lamy*                            |       | PS          | Amélie de Montchalin  |       | LREM  |
| 7e                                              | Éva Sas                                   |       | EELV        | Robin Reda            |       | LR    |
| 8e                                              | Nicolas Dupont-Aignan                     |       | DLF         | Nicolas Dupont-Aignan |       | DLF   |
| 9e                                              | Romain Colas suppléant de Thierry Mandon* |       | PS          | Marie Guévenoux       |       | LREM  |
| 10e                                             | Malek Boutih                              |       | PS          | Pierre-Alain Raphan   |       | LREM  |
| * député sortant ne se représentant pas en 2017 |                                           |       |             |                       |       |       |

## Rappel des résultats départementaux des élections de 2012
| Parti          | Parti                                | Premier tour | Premier tour | Second tour | Second tour | Sièges |
| Parti          | Parti                                | Voix         | %            | Voix        | %           | Sièges |
| -------------- | ------------------------------------ | ------------ | ------------ | ----------- | ----------- | ------ |
|                | Parti socialiste                     | 144 104      | 32,73        | 197 491     | 47,03       | 6      |
|                | Europe Écologie Les Verts            | 25 202       | 5,72         | 20 334      | 4,84        | 1      |
|                | Divers gauche                        | 6 481        | 1,47         |             |             | 0      |
|                | Mouvement républicain et citoyen     | 1 868        | 0,42         | 0           |             |        |
|                | Gauche parlementaire                 | 177 655      | 40,33        | 217.825     | 51,87       | 7      |
|                |                                      |              |              |             |             |        |
|                | Union pour un mouvement populaire    | 111 637      | 25,36        | 163 499     | 38,93       | 2      |
|                | Parti radical                        | 11 061       | 2,51         | 12 649      | 3,01        | 0      |
|                | Divers droite dont DLR, PCD et RS    | 8 911        | 2,02         |             |             | 0      |
|                | Droite parlementaire                 | 131 609      | 29,89        | 176.148     | 41,94       | 2      |
|                |                                      |              |              |             |             |        |
|                | Front national                       | 55 387       | 12,58        |             |             | 0      |
|                | Front de gauche                      | 32 256       | 7,33         | 0           |             |        |
|                | Debout la République                 | 23 391       | 5,31         | 25 989      | 6,19        | 1      |
|                | Mouvement démocrate                  | 9 816        | 2,23         |             |             | 0      |
|                | Alliance écologiste indépendante     | 3 360        | 0,76         | 0           |             |        |
|                | Divers                               | 2 496        | 0,57         | 0           |             |        |
|                | Lutte ouvrière                       | 1 540        | 0,35         | 0           |             |        |
|                | Nouveau parti anticapitaliste        | 1 493        | 0,34         | 0           |             |        |
|                | Parti ouvrier indépendant            | 546          | 0,12         | 0           |             |        |
|                | Extrême droite dont S&P et PDF       | 324          | 0,07         | 0           |             |        |
|                | Divers centre dont NC                | 205          | 0,05         | 0           |             |        |
|                | Le Trèfle - Les nouveaux écologistes | 201          | 0,04         | 0           |             |        |
|                |                                      |              |              |             |             |        |
| Inscrits       | Inscrits                             | 769 020      | 100,00       | 768 995     | 100,00      | 10     |
| Abstentions    | Abstentions                          | 323 660      | 42,09        | 335 670     | 43,65       |        |
| Votants        | Votants                              | 445 360      | 57,91        | 433 325     | 56,35       |        |
| Blancs et nuls | Blancs et nuls                       | 5 081        | 1,14         | 13 363      | 3,08        |        |
| Exprimés       | Exprimés                             | 440 279      | 98,86        | 419 962     | 96,92       |        |

## Résultats

### Résultats à l'échelle du département
|                                             |                                      |                           |                           |                          |                          |
|                                             |                                      | Premier tour 11 juin 2017 | Premier tour 11 juin 2017 | Second tour 18 juin 2017 | Second tour 18 juin 2017 |
|                                             |                                      |                           |                           |                          |                          |
|                                             |                                      | Nombre                    | % des inscrits            | Nombre                   | % des inscrits           |
| Inscrits                                    | Inscrits                             | 794 882                   | 100,00                    | 794 872                  | 100,00                   |
| Abstentions                                 | Abstentions                          | 400 979                   | 50,45                     | 459 371                  | 57,79                    |
| Votants                                     | Votants                              | 393 903                   | 49,55                     | 335 501                  | 42,21                    |
|                                             |                                      |                           | % des votants             |                          | % des votants            |
| Bulletins blancs                            | Bulletins blancs                     | 4 655                     | 1,18                      | 24 257                   | 7,23                     |
| Bulletins nuls                              | Bulletins nuls                       | 1 877                     | 0,48                      | 8 879                    | 2,65                     |
| Suffrages exprimés                          | Suffrages exprimés                   | 387 371                   | 98,34                     | 302 365                  | 90,12                    |
|                                             |                                      |                           |                           |                          |                          |
| Étiquette politique                         | Étiquette politique                  | Voix                      | % des exprimés            | Voix                     | % des exprimés           |
|                                             |                                      |                           |                           |                          |                          |
|                                             | La République en marche              | 113 682                   | 29,35                     | 137 763                  | 45,56                    |
|                                             | La France insoumise                  | 49 339                    | 12,74                     | 37 420                   | 12,38                    |
|                                             | Les Républicains                     | 46 045                    | 11,89                     | 71 921                   | 23,79                    |
|                                             | Front national                       | 37 461                    | 9,67                      |                          |                          |
|                                             | Parti socialiste                     | 29 015                    | 7,49                      |                          |                          |
|                                             | Debout la France                     | 18 509                    | 4,78                      | 17 344                   | 5,74                     |
|                                             | Union des démocrates et indépendants | 17 308                    | 4,47                      | 11 429                   | 3,78                     |
|                                             | Écologiste                           | 16 980                    | 4,38                      |                          |                          |
|                                             | Divers droite                        | 15 781                    | 4,07                      |                          |                          |
|                                             | Mouvement démocrate                  | 13 371                    | 3,45                      | 14 731                   | 4,87                     |
|                                             | Divers                               | 10 384                    | 2,68                      |                          |                          |
|                                             | Parti communiste français            | 9 096                     | 2,35                      |                          |                          |
|                                             | Divers gauche                        | 7 856                     | 2,03                      | 11 757                   | 3,89                     |
|                                             | Extrême gauche                       | 2 544                     | 0,66                      |                          |                          |
| Source : Ministère de l'Intérieur - Essonne |                                      |                           |                           |                          |                          |

### Résultats par circonscription

#### Première circonscription
Député sortant : Manuel Valls (Divers gauche).
|                                                                           |                                                                        |                           |                           |                          |                          |
|                                                                           |                                                                        | Premier tour 11 juin 2017 | Premier tour 11 juin 2017 | Second tour 18 juin 2017 | Second tour 18 juin 2017 |
|                                                                           |                                                                        |                           |                           |                          |                          |
|                                                                           |                                                                        | Nombre                    | % des inscrits            | Nombre                   | % des inscrits           |
| Inscrits                                                                  | Inscrits                                                               | 71 177                    | 100,00                    | 71 177                   | 100,00                   |
| Abstentions                                                               | Abstentions                                                            | 42 628                    | 59,89                     | 45 153                   | 63,44                    |
| Votants                                                                   | Votants                                                                | 28 549                    | 40,11                     | 26 024                   | 36,56                    |
|                                                                           |                                                                        |                           | % des votants             |                          | % des votants            |
| Bulletins blancs                                                          | Bulletins blancs                                                       | 672                       | 2,35                      | 1 923                    | 7,39                     |
| Bulletins nuls                                                            | Bulletins nuls                                                         | 239                       | 0,84                      | 726                      | 2,79                     |
| Suffrages exprimés                                                        | Suffrages exprimés                                                     | 27 638                    | 96,81                     | 23 375                   | 89,82                    |
|                                                                           |                                                                        |                           |                           |                          |                          |
| Candidat Étiquette politique (partis et alliances)                        | Candidat Étiquette politique (partis et alliances)                     | Voix                      | % des exprimés            | Voix                     | % des exprimés           |
|                                                                           |                                                                        |                           |                           |                          |                          |
|                                                                           | Manuel Valls (député sortant) Divers gauche                            | 7 033                     | 25,45                     | 11 757                   | 50,30                    |
|                                                                           | Farida Amrani La France insoumise                                      | 4 868                     | 17,61                     | 11 618                   | 49,70                    |
|                                                                           | Caroline Varin Les Républicains (Union des démocrates et indépendants) | 3 298                     | 11,93                     |                          |                          |
|                                                                           | Danielle Oger Front national                                           | 2 819                     | 10,20                     |                          |                          |
|                                                                           | Alban Bakary MoDem                                                     | 2 165                     | 7,83                      |                          |                          |
|                                                                           | Michel Nouaille Parti communiste français (Europe Écologie Les Verts)  | 2 095                     | 7,58                      |                          |                          |
|                                                                           | Jean-Luc Raymond La République en marche diss.                         | 1 904                     | 6,89                      |                          |                          |
|                                                                           | Dieudonné Divers                                                       | 1 061                     | 3,84                      |                          |                          |
|                                                                           | David Soullard Debout la France                                        | 663                       | 2,40                      |                          |                          |
|                                                                           | Jacques Borie Écologiste (Mouvement 100 % - France écologie)           | 298                       | 1,08                      |                          |                          |
|                                                                           | Sylvain Lacassagne Parti pirate                                        | 289                       | 1,05                      |                          |                          |
|                                                                           | Jean Camonin Lutte ouvrière                                            | 234                       | 0,85                      |                          |                          |
|                                                                           | François Bouvard Union populaire républicaine                          | 220                       | 0,80                      |                          |                          |
|                                                                           | Saliou Diallo La République en marche diss.                            | 218                       | 0,79                      |                          |                          |
|                                                                           | Gautier Albignac Divers                                                | 113                       | 0,41                      |                          |                          |
|                                                                           | Éric Berlingen Divers (Union des démocrates musulmans français)        | 102                       | 0,37                      |                          |                          |
|                                                                           | Stéphane Legruel Nouveau Parti anticapitaliste                         | 100                       | 0,36                      |                          |                          |
|                                                                           | Mohamed Lemgharraz Divers                                              | 97                        | 0,35                      |                          |                          |
|                                                                           | François Risacher Parti ouvrier indépendant démocratique               | 56                        | 0,20                      |                          |                          |
|                                                                           | Nathalie Jolly Divers droite                                           | 4                         | 0,01                      |                          |                          |
|                                                                           | Fadhel Mahbouli Écologiste                                             | 1                         | 0,00                      |                          |                          |
|                                                                           | Jacqueline Sabattier Parti chrétien-démocrate                          | 0                         | 0,00                      |                          |                          |
| Source : Ministère de l'Intérieur - Première circonscription de l'Essonne |                                                                        |                           |                           |                          |                          |

#### Deuxième circonscription
Député sortant : Franck Marlin (Les Républicains).
|                                                                           |                                                                                        |                           |                           |                          |                          |
|                                                                           |                                                                                        | Premier tour 11 juin 2017 | Premier tour 11 juin 2017 | Second tour 18 juin 2017 | Second tour 18 juin 2017 |
|                                                                           |                                                                                        |                           |                           |                          |                          |
|                                                                           |                                                                                        | Nombre                    | % des inscrits            | Nombre                   | % des inscrits           |
| Inscrits                                                                  | Inscrits                                                                               | 90 753                    | 100,00                    | 90 740                   | 100,00                   |
| Abstentions                                                               | Abstentions                                                                            | 45 330                    | 49,95                     | 51 367                   | 56,61                    |
| Votants                                                                   | Votants                                                                                | 45 423                    | 50,05                     | 39 373                   | 43,39                    |
|                                                                           |                                                                                        |                           | % des votants             |                          | % des votants            |
| Bulletins blancs                                                          | Bulletins blancs                                                                       | 488                       | 1,07                      | 2 189                    | 5,56                     |
| Bulletins nuls                                                            | Bulletins nuls                                                                         | 182                       | 0,40                      | 881                      | 2,24                     |
| Suffrages exprimés                                                        | Suffrages exprimés                                                                     | 44 753                    | 98,52                     | 36 303                   | 92,20                    |
|                                                                           |                                                                                        |                           |                           |                          |                          |
| Candidat Étiquette politique (partis et alliances)                        | Candidat Étiquette politique (partis et alliances)                                     | Voix                      | % des exprimés            | Voix                     | % des exprimés           |
|                                                                           |                                                                                        |                           |                           |                          |                          |
|                                                                           | Franck Marlin (député sortant) Les Républicains (Union des démocrates et indépendants) | 13 793                    | 30,82                     | 21 572                   | 59,42                    |
|                                                                           | Daphné Ract-Madoux Mouvement démocrate (La République en marche)                       | 13 371                    | 29,88                     | 14 731                   | 40,58                    |
|                                                                           | Valérie Girard Front national                                                          | 6 643                     | 14,84                     |                          |                          |
|                                                                           | Michaël Goasdoué La France insoumise                                                   | 5 475                     | 12,23                     |                          |                          |
|                                                                           | Patrick Polverelli Europe Écologie Les Verts (Parti socialiste)                        | 1 810                     | 4,04                      |                          |                          |
|                                                                           | Yannick Villardier Debout la France                                                    | 1 037                     | 2,32                      |                          |                          |
|                                                                           | Michèle Kauffer Parti communiste français                                              | 994                       | 2,22                      |                          |                          |
|                                                                           | Francine Bouvard Parti animaliste                                                      | 712                       | 1,59                      |                          |                          |
|                                                                           | Joyce Oliveira Union populaire républicaine                                            | 331                       | 0,74                      |                          |                          |
|                                                                           | François-Jean Leroy Écologiste                                                         | 326                       | 0,73                      |                          |                          |
|                                                                           | Alain Chapeau Lutte ouvrière                                                           | 261                       | 0,58                      |                          |                          |
| Source : Ministère de l'Intérieur - Deuxième circonscription de l'Essonne |                                                                                        |                           |                           |                          |                          |

#### Troisième circonscription
Député sortant : Michel Pouzol (Parti socialiste).
|                                                                            | |                           |                           |                          |                          |
|                                                                            | | Premier tour 11 juin 2017 | Premier tour 11 juin 2017 | Second tour 18 juin 2017 | Second tour 18 juin 2017 |
|                                                                            | |                           |                           |                          |                          |
|                                                                            | | Nombre                    | % des inscrits            | Nombre                   | % des inscrits           |
| Inscrits                                                                   | Inscrits                                                                                                | 95 807                    | 100,00                    | 95 818                   | 100,00                   |
| Abstentions                                                                | Abstentions                                                                                             | 46 714                    | 48,76                     | 53 866                   | 56,22                    |
| Votants                                                                    | Votants                                                                                                 | 49 093                    | 51,24                     | 41 952                   | 43,78                    |
|                                                                            | |                           | % des votants             |                          | % des votants            |
| Bulletins blancs                                                           | Bulletins blancs                                                                                        | 565                       | 1,15                      | 2 915                    | 6,95                     |
| Bulletins nuls                                                             | Bulletins nuls                                                                                          | 225                       | 0,46                      | 1 264                    | 3,01                     |
| Suffrages exprimés                                                         | Suffrages exprimés                                                                                      | 48 303                    | 98,39                     | 37 773                   | 90,04                    |
|                                                                            | |                           |                           |                          |                          |
| Candidat Étiquette politique (partis et alliances)                         | Candidat Étiquette politique (partis et alliances)                                                      | Voix                      | % des exprimés            | Voix                     | % des exprimés           |
|                                                                            | |                           |                           |                          |                          |
|                                                                            | Laëtitia Romeiro Dias La République en marche                                                           | 16 908                    | 35,00                     | 21 684                   | 57,41                    |
|                                                                            | Virginie Araujo La France insoumise                                                                     | 6 635                     | 13,74                     | 16 089                   | 42,59                    |
|                                                                            | François Helie Front national                                                                           | 6 085                     | 12,60                     |                          |                          |
|                                                                            | Michel Pouzol (député sortant) Parti socialiste (Europe Écologie Les Verts - Parti communiste français) | 5 665                     | 11,73                     |                          |                          |
|                                                                            | Nicolas Méary Union des démocrates et indépendants (Les Républicains)                                   | 5 617                     | 11,63                     |                          |                          |
|                                                                            | Bernard Sprotti Divers droite                                                                           | 3 929                     | 8,13                      |                          |                          |
|                                                                            | Régis Duval Debout la France                                                                            | 1 001                     | 2,07                      |                          |                          |
|                                                                            | Paul-Henri Baure Écologiste (Confédération pour l'homme, l'animal et la planète)                        | 873                       | 1,81                      |                          |                          |
|                                                                            | Stéphanie Leone Écologiste (Mouvement 100 %)                                                            | 400                       | 0,83                      |                          |                          |
|                                                                            | Alexiane Fornel-Chaze Parti animaliste                                                                  | 365                       | 0,76                      |                          |                          |
|                                                                            | Menana Et-Triref Union populaire républicaine                                                           | 264                       | 0,55                      |                          |                          |
|                                                                            | Joëlle Venot Lutte ouvrière                                                                             | 262                       | 0,54                      |                          |                          |
|                                                                            | Jean-Claude Sabattier Parti chrétien-démocrate                                                          | 204                       | 0,42                      |                          |                          |
|                                                                            | Alain Hauchamp Souveraineté, identité et libertés                                                       | 94                        | 0,19                      |                          |                          |
|                                                                            | Blandine Roy Parti pirate                                                                               | 1                         | 0,00                      |                          |                          |
| Source : Ministère de l'Intérieur - Troisième circonscription de l'Essonne | |                           |                           |                          |                          |

#### Quatrième circonscription
Députée sortante : Nathalie Kosciusko-Morizet (Les Républicains).
|                                                                            |                                                                     |                           |                           |                          |                          |
|                                                                            |                                                                     | Premier tour 11 juin 2017 | Premier tour 11 juin 2017 | Second tour 18 juin 2017 | Second tour 18 juin 2017 |
|                                                                            |                                                                     |                           |                           |                          |                          |
|                                                                            |                                                                     | Nombre                    | % des inscrits            | Nombre                   | % des inscrits           |
| Inscrits                                                                   | Inscrits                                                            | 96 494                    | 100,00                    | 96 489                   | 100,00                   |
| Abstentions                                                                | Abstentions                                                         | 45 556                    | 47,21                     | 54 300                   | 56,28                    |
| Votants                                                                    | Votants                                                             | 50 938                    | 52,79                     | 42 189                   | 43,72                    |
|                                                                            |                                                                     |                           | % des votants             |                          | % des votants            |
| Bulletins blancs                                                           | Bulletins blancs                                                    | 492                       | 0,97                      | 3 483                    | 8,26                     |
| Bulletins nuls                                                             | Bulletins nuls                                                      | 198                       | 0,39                      | 1 086                    | 2,57                     |
| Suffrages exprimés                                                         | Suffrages exprimés                                                  | 50 248                    | 98,65                     | 37 620                   | 89,17                    |
|                                                                            |                                                                     |                           |                           |                          |                          |
| Candidat Étiquette politique (partis et alliances)                         | Candidat Étiquette politique (partis et alliances)                  | Voix                      | % des exprimés            | Voix                     | % des exprimés           |
|                                                                            |                                                                     |                           |                           |                          |                          |
|                                                                            | Marie-Pierre Rixain La République en marche                         | 17 742                    | 35,31                     | 21 725                   | 57,75                    |
|                                                                            | Agnès Evren Les Républicains                                        | 7 941                     | 15,80                     | 15 895                   | 42,25                    |
|                                                                            | Bernard Terris La France insoumise                                  | 5 534                     | 11,01                     |                          |                          |
|                                                                            | Franck Beeldens - Da Silva Front national                           | 4 456                     | 8,87                      |                          |                          |
|                                                                            | Ophélie Guin Parti socialiste                                       | 3 825                     | 7,61                      |                          |                          |
|                                                                            | Christian Schoettl Divers droite                                    | 3 464                     | 6,89                      |                          |                          |
|                                                                            | François Pelletant Divers droite                                    | 2 383                     | 4,74                      |                          |                          |
|                                                                            | Claire Pinto Europe Écologie Les Verts                              | 1 586                     | 3,16                      |                          |                          |
|                                                                            | Sandra George Debout la France                                      | 1 135                     | 2,26                      |                          |                          |
|                                                                            | Laëtitia Espieussas Parti animaliste                                | 800                       | 1,59                      |                          |                          |
|                                                                            | Olivier Segbo Divers                                                | 405                       | 0,81                      |                          |                          |
|                                                                            | Marc Governatori Alliance écologiste indépendante - Mouvement 100 % | 380                       | 0,76                      |                          |                          |
|                                                                            | Radhouane Chabbi Union populaire républicaine                       | 324                       | 0,64                      |                          |                          |
|                                                                            | Olivier Lebreton Lutte ouvrière                                     | 273                       | 0,54                      |                          |                          |
|                                                                            | Coraline Ravillard Parti pirate                                     | 0                         | 0,00                      |                          |                          |
| Source : Ministère de l'Intérieur - Quatrième circonscription de l'Essonne |                                                                     |                           |                           |                          |                          |

#### Cinquième circonscription
Députée sortante : Maud Olivier (Parti socialiste).
|                                                                            |                                                                      |                           |                           |                          |                          |
|                                                                            |                                                                      | Premier tour 11 juin 2017 | Premier tour 11 juin 2017 | Second tour 18 juin 2017 | Second tour 18 juin 2017 |
|                                                                            |                                                                      |                           |                           |                          |                          |
|                                                                            |                                                                      | Nombre                    | % des inscrits            | Nombre                   | % des inscrits           |
| Inscrits                                                                   | Inscrits                                                             | 68 393                    | 100,00                    | 68 395                   | 100,00                   |
| Abstentions                                                                | Abstentions                                                          | 28 115                    | 41,11                     | 34 386                   | 50,28                    |
| Votants                                                                    | Votants                                                              | 40 278                    | 58,89                     | 34 009                   | 49,72                    |
|                                                                            |                                                                      |                           | % des votants             |                          | % des votants            |
| Bulletins blancs                                                           | Bulletins blancs                                                     | 360                       | 0,89                      | 2 400                    | 7,06                     |
| Bulletins nuls                                                             | Bulletins nuls                                                       | 134                       | 0,33                      | 704                      | 2,07                     |
| Suffrages exprimés                                                         | Suffrages exprimés                                                   | 39 784                    | 98,77                     | 30 905                   | 90,87                    |
|                                                                            |                                                                      |                           |                           |                          |                          |
| Candidat Étiquette politique (partis et alliances)                         | Candidat Étiquette politique (partis et alliances)                   | Voix                      | % des exprimés            | Voix                     | % des exprimés           |
|                                                                            |                                                                      |                           |                           |                          |                          |
|                                                                            | Cédric Villani La République en marche                               | 18 883                    | 47,46                     | 21 436                   | 69,36                    |
|                                                                            | Laure Darcos Les Républicains (Union des démocrates et indépendants) | 6 691                     | 16,82                     | 9 469                    | 30,64                    |
|                                                                            | Maud Olivier (députée sortante) Parti socialiste                     | 4 162                     | 10,46                     |                          |                          |
|                                                                            | Sylvère Cala La France insoumise                                     | 3 786                     | 9,52                      |                          |                          |
|                                                                            | Milvia Mangano Front national                                        | 1 861                     | 4,68                      |                          |                          |
|                                                                            | Didier Missenard Europe Écologie Les Verts                           | 1 515                     | 3,81                      |                          |                          |
|                                                                            | Aurélie Martin Debout la France                                      | 799                       | 2,01                      |                          |                          |
|                                                                            | Annick Le Poul Parti communiste français                             | 753                       | 1,89                      |                          |                          |
|                                                                            | Éric Courtin Alliance écologiste indépendante                        | 409                       | 1,03                      |                          |                          |
|                                                                            | Luc Foubert Union populaire républicaine                             | 282                       | 0,71                      |                          |                          |
|                                                                            | Patrick Simon Divers                                                 | 255                       | 0,64                      |                          |                          |
|                                                                            | Evan Jorssen Parti pirate                                            | 177                       | 0,44                      |                          |                          |
|                                                                            | Didier Paxion Lutte ouvrière                                         | 143                       | 0,36                      |                          |                          |
|                                                                            | Ousmane Sarr Divers droite (La France qui ose)                       | 67                        | 0,17                      |                          |                          |
|                                                                            | Philippine Rambaud Divers droite                                     | 1                         | 0,00                      |                          |                          |
| Source : Ministère de l'Intérieur - Cinquième circonscription de l'Essonne |                                                                      |                           |                           |                          |                          |

#### Sixième circonscription
Député sortant : François Lamy (Parti socialiste).
|                                                                          |                                                                               |                           |                           |                          |                          |
|                                                                          |                                                                               | Premier tour 11 juin 2017 | Premier tour 11 juin 2017 | Second tour 18 juin 2017 | Second tour 18 juin 2017 |
|                                                                          |                                                                               |                           |                           |                          |                          |
|                                                                          |                                                                               | Nombre                    | % des inscrits            | Nombre                   | % des inscrits           |
| Inscrits                                                                 | Inscrits                                                                      | 81 934                    | 100,00                    | 81 934                   | 100,00                   |
| Abstentions                                                              | Abstentions                                                                   | 40 072                    | 48,91                     | 48 053                   | 58,65                    |
| Votants                                                                  | Votants                                                                       | 41 862                    | 51,09                     | 33 881                   | 41,35                    |
|                                                                          |                                                                               |                           | % des votants             |                          | % des votants            |
| Bulletins blancs                                                         | Bulletins blancs                                                              | 441                       | 1,05                      | 3 197                    | 9,44                     |
| Bulletins nuls                                                           | Bulletins nuls                                                                | 203                       | 0,48                      | 1 124                    | 3,32                     |
| Suffrages exprimés                                                       | Suffrages exprimés                                                            | 41 218                    | 98,46                     | 29 560                   | 87,25                    |
|                                                                          |                                                                               |                           |                           |                          |                          |
| Candidat Étiquette politique (partis et alliances)                       | Candidat Étiquette politique (partis et alliances)                            | Voix                      | % des exprimés            | Voix                     | % des exprimés           |
|                                                                          |                                                                               |                           |                           |                          |                          |
|                                                                          | Amélie de Montchalin La République en marche                                  | 15 993                    | 38,80                     | 18 131                   | 61,34                    |
|                                                                          | Françoise Couasse Union des démocrates et indépendants (Les Républicains)     | 5 661                     | 13,73                     | 11 429                   | 38,66                    |
|                                                                          | Jérôme Guedj Parti socialiste                                                 | 5 385                     | 13,06                     |                          |                          |
|                                                                          | Philippe Juraver La France insoumise                                          | 4 792                     | 11,63                     |                          |                          |
|                                                                          | Nathalie Paulin Front national                                                | 3 181                     | 7,72                      |                          |                          |
|                                                                          | Anne-Charlotte Bénichou Europe Écologie Les Verts                             | 1 647                     | 4,00                      |                          |                          |
|                                                                          | Françoise Fernandes Debout la France                                          | 870                       | 2,11                      |                          |                          |
|                                                                          | Joëlle Pinna Parti communiste français                                        | 786                       | 1,91                      |                          |                          |
|                                                                          | Marion Ferret Écologiste (Confédération pour l'homme, l'animal et la planète) | 590                       | 1,43                      |                          |                          |
|                                                                          | Mustapha Aabou Divers                                                         | 581                       | 1,41                      |                          |                          |
|                                                                          | Stéphanie Geisler Parti pirate                                                | 490                       | 1,19                      |                          |                          |
|                                                                          | Thomas Junca Union populaire républicaine                                     | 413                       | 1,00                      |                          |                          |
|                                                                          | Maêva Verborg Parti animaliste                                                | 316                       | 0,77                      |                          |                          |
|                                                                          | Joseph Poidevin Parti chrétien-démocrate                                      | 247                       | 0,60                      |                          |                          |
|                                                                          | Juliette Plouin Lutte ouvrière                                                | 201                       | 0,49                      |                          |                          |
|                                                                          | Nadia Foucan-Hedreville Écologiste (Mouvement 100 % - La France a des elles)  | 65                        | 0,16                      |                          |                          |
| Source : Ministère de l'Intérieur - Sixième circonscription de l'Essonne |                                                                               |                           |                           |                          |                          |

#### Septième circonscription
Députée sortante : Éva Sas (Europe Écologie Les Verts).
|                                                                           | |                           |                           |                          |                          |
|                                                                           | | Premier tour 11 juin 2017 | Premier tour 11 juin 2017 | Second tour 18 juin 2017 | Second tour 18 juin 2017 |
|                                                                           | |                           |                           |                          |                          |
|                                                                           | | Nombre                    | % des inscrits            | Nombre                   | % des inscrits           |
| Inscrits                                                                  | Inscrits                                                                                            | 73 663                    | 100,00                    | 73 663                   | 100,00                   |
| Abstentions                                                               | Abstentions                                                                                         | 39 350                    | 53,42                     | 44 788                   | 60,80                    |
| Votants                                                                   | Votants                                                                                             | 34 313                    | 46,58                     | 28 875                   | 39,20                    |
|                                                                           | |                           | % des votants             |                          | % des votants            |
| Bulletins blancs                                                          | Bulletins blancs                                                                                    | 374                       | 1,09                      | 2 206                    | 7,64                     |
| Bulletins nuls                                                            | Bulletins nuls                                                                                      | 135                       | 0,39                      | 782                      | 2,71                     |
| Suffrages exprimés                                                        | Suffrages exprimés                                                                                  | 33 804                    | 98,52                     | 25 887                   | 89,65                    |
|                                                                           | |                           |                           |                          |                          |
| Candidat Étiquette politique (partis et alliances)                        | Candidat Étiquette politique (partis et alliances)                                                  | Voix                      | % des exprimés            | Voix                     | % des exprimés           |
|                                                                           | |                           |                           |                          |                          |
|                                                                           | Muriel Kernreuter La République en marche                                                           | 10 476                    | 30,99                     | 12 156                   | 46,96                    |
|                                                                           | Robin Reda Les Républicains (Union des démocrates et indépendants)                                  | 7 996                     | 23,65                     | 13 731                   | 53,04                    |
|                                                                           | Éva Sas (députée sortante) Europe Écologie Les Verts (Parti socialiste - Parti communiste français) | 4 645                     | 13,74                     |                          |                          |
|                                                                           | Mounia Benaili La France insoumise                                                                  | 4 588                     | 13,57                     |                          |                          |
|                                                                           | Audrey Guibert Front national                                                                       | 4 060                     | 12,01                     |                          |                          |
|                                                                           | Nadine Marcelin Debout la France                                                                    | 675                       | 2,00                      |                          |                          |
|                                                                           | Olivier Vagneux Divers droite                                                                       | 385                       | 1,14                      |                          |                          |
|                                                                           | Catherine Bompard Écologiste (Mouvement 100 %)                                                      | 372                       | 1,10                      |                          |                          |
|                                                                           | Nadège Caussé-Ville Union populaire républicaine                                                    | 252                       | 0,75                      |                          |                          |
|                                                                           | Monique Leclerc Lutte ouvrière                                                                      | 182                       | 0,54                      |                          |                          |
|                                                                           | Adrien Beyrand Nouveau Parti anticapitaliste                                                        | 98                        | 0,29                      |                          |                          |
|                                                                           | Aminata Sarr Divers                                                                                 | 75                        | 0,22                      |                          |                          |
| Source : Ministère de l'Intérieur - Septième circonscription de l'Essonne | |                           |                           |                          |                          |

#### Huitième circonscription
Député sortant : Nicolas Dupont-Aignan (Debout la France).
|                                                                           |                                                                    |                           |                           |                          |                          |
|                                                                           |                                                                    | Premier tour 11 juin 2017 | Premier tour 11 juin 2017 | Second tour 18 juin 2017 | Second tour 18 juin 2017 |
|                                                                           |                                                                    |                           |                           |                          |                          |
|                                                                           |                                                                    | Nombre                    | % des inscrits            | Nombre                   | % des inscrits           |
| Inscrits                                                                  | Inscrits                                                           | 76 464                    | 100,00                    | 76 458                   | 100,00                   |
| Abstentions                                                               | Abstentions                                                        | 37 899                    | 49,56                     | 40 626                   | 53,14                    |
| Votants                                                                   | Votants                                                            | 38 565                    | 50,44                     | 35 832                   | 46,86                    |
|                                                                           |                                                                    |                           | % des votants             |                          | % des votants            |
| Bulletins blancs                                                          | Bulletins blancs                                                   | 454                       | 1,18                      | 1 865                    | 5,20                     |
| Bulletins nuls                                                            | Bulletins nuls                                                     | 196                       | 0,51                      | 643                      | 1,79                     |
| Suffrages exprimés                                                        | Suffrages exprimés                                                 | 37 915                    | 98,31                     | 33 324                   | 93,00                    |
|                                                                           |                                                                    |                           |                           |                          |                          |
| Candidat Étiquette politique (partis et alliances)                        | Candidat Étiquette politique (partis et alliances)                 | Voix                      | % des exprimés            | Voix                     | % des exprimés           |
|                                                                           |                                                                    |                           |                           |                          |                          |
|                                                                           | Antoine Pavamani La République en marche                           | 13 558                    | 35,76                     | 15 980                   | 47,95                    |
|                                                                           | Nicolas Dupont-Aignan (député sortant) Debout la France            | 11 281                    | 29,75                     | 17 344                   | 52,05                    |
|                                                                           | Jérôme Flament La France insoumise                                 | 4 511                     | 11,90                     |                          |                          |
|                                                                           | Irvin Bida Union des démocrates et indépendants (Les Républicains) | 2 275                     | 6,00                      |                          |                          |
|                                                                           | Faten Ben Ahmed Parti socialiste                                   | 1 876                     | 4,95                      |                          |                          |
|                                                                           | Benjamin Boucher Front national                                    | 1 625                     | 4,29                      |                          |                          |
|                                                                           | Geneviève Morin Parti communiste français                          | 720                       | 1,90                      |                          |                          |
|                                                                           | Fayçal Laaraj Divers                                               | 487                       | 1,28                      |                          |                          |
|                                                                           | Kilé-Olivier Yengé Divers                                          | 379                       | 1,00                      |                          |                          |
|                                                                           | Carla Robinet Union populaire républicaine                         | 253                       | 0,67                      |                          |                          |
|                                                                           | Christophe Joseph Mouvement républicain et citoyen                 | 242                       | 0,64                      |                          |                          |
|                                                                           | Laurent Tournier Lutte ouvrière                                    | 209                       | 0,55                      |                          |                          |
|                                                                           | Yannis Hagel Divers                                                | 194                       | 0,51                      |                          |                          |
|                                                                           | Farid Ghehiouèche Parti pirate                                     | 159                       | 0,42                      |                          |                          |
|                                                                           | Jacques Cajat Divers (Parti du vote blanc)                         | 146                       | 0,39                      |                          |                          |
| Source : Ministère de l'Intérieur - Huitième circonscription de l'Essonne |                                                                    |                           |                           |                          |                          |

#### Neuvième circonscription
Député sortant : Romain Colas (Parti socialiste).
|                                                                           |                                                                             |                           |                           |                          |                          |
|                                                                           |                                                                             | Premier tour 11 juin 2017 | Premier tour 11 juin 2017 | Second tour 18 juin 2017 | Second tour 18 juin 2017 |
|                                                                           |                                                                             |                           |                           |                          |                          |
|                                                                           |                                                                             | Nombre                    | % des inscrits            | Nombre                   | % des inscrits           |
| Inscrits                                                                  | Inscrits                                                                    | 79 287                    | 100,00                    | 79 287                   | 100,00                   |
| Abstentions                                                               | Abstentions                                                                 | 41 508                    | 52,35                     | 48 745                   | 61,48                    |
| Votants                                                                   | Votants                                                                     | 37 779                    | 47,65                     | 30 542                   | 38,52                    |
|                                                                           |                                                                             |                           | % des votants             |                          | % des votants            |
| Bulletins blancs                                                          | Bulletins blancs                                                            | 463                       | 1,23                      | 2 685                    | 8,79                     |
| Bulletins nuls                                                            | Bulletins nuls                                                              | 192                       | 0,51                      | 1 090                    | 3,57                     |
| Suffrages exprimés                                                        | Suffrages exprimés                                                          | 37 124                    | 98,27                     | 26 767                   | 87,64                    |
|                                                                           |                                                                             |                           |                           |                          |                          |
| Candidat Étiquette politique (partis et alliances)                        | Candidat Étiquette politique (partis et alliances)                          | Voix                      | % des exprimés            | Voix                     | % des exprimés           |
|                                                                           |                                                                             |                           |                           |                          |                          |
|                                                                           | Marie Guévenoux La République en marche                                     | 13 029                    | 35,10                     | 15 513                   | 57,96                    |
|                                                                           | Véronique Carantois Les Républicains (Union des démocrates et indépendants) | 6 326                     | 17,04                     | 11 254                   | 42,04                    |
|                                                                           | Anne Journel La France insoumise                                            | 5 016                     | 13,51                     |                          |                          |
|                                                                           | Romain Colas (député sortant) Parti socialiste                              | 4 808                     | 12,95                     |                          |                          |
|                                                                           | Thiebauld Vega Front national                                               | 3 881                     | 10,45                     |                          |                          |
|                                                                           | Ourdia Aït-Allek Debout la France                                           | 1 246                     | 3,36                      |                          |                          |
|                                                                           | Brigitte Baguet Mouvement 100 % - Alliance écologiste indépendante          | 960                       | 2,59                      |                          |                          |
|                                                                           | Laïd Amrani Parti communiste français                                       | 899                       | 2,42                      |                          |                          |
|                                                                           | Rémi Renaud Union populaire républicaine                                    | 335                       | 0,90                      |                          |                          |
|                                                                           | Vincent Perrin Divers (Parti du vote blanc)                                 | 302                       | 0,81                      |                          |                          |
|                                                                           | Benoît Grisaud Lutte ouvrière                                               | 287                       | 0,77                      |                          |                          |
|                                                                           | Loïc Caminondo Divers                                                       | 35                        | 0,09                      |                          |                          |
|                                                                           | David Pendant Divers droite (La France qui ose)                             | 0                         | 0,00                      |                          |                          |
| Source : Ministère de l'Intérieur - Neuvième circonscription de l'Essonne |                                                                             |                           |                           |                          |                          |

#### Dixième circonscription
Député sortant : Malek Boutih (Parti socialiste).
|                                                                          |                                                                           |                           |                           |                          |                          |
|                                                                          |                                                                           | Premier tour 11 juin 2017 | Premier tour 11 juin 2017 | Second tour 18 juin 2017 | Second tour 18 juin 2017 |
|                                                                          |                                                                           |                           |                           |                          |                          |
|                                                                          |                                                                           | Nombre                    | % des inscrits            | Nombre                   | % des inscrits           |
| Inscrits                                                                 | Inscrits                                                                  | 60 910                    | 100,00                    | 60 911                   | 100,00                   |
| Abstentions                                                              | Abstentions                                                               | 33 807                    | 55,50                     | 38 087                   | 62,53                    |
| Votants                                                                  | Votants                                                                   | 27 103                    | 44,50                     | 22 824                   | 37,47                    |
|                                                                          |                                                                           |                           | % des votants             |                          | % des votants            |
| Bulletins blancs                                                         | Bulletins blancs                                                          | 346                       | 1,28                      | 1 394                    | 6,11                     |
| Bulletins nuls                                                           | Bulletins nuls                                                            | 173                       | 0,64                      | 579                      | 2,54                     |
| Suffrages exprimés                                                       | Suffrages exprimés                                                        | 26 584                    | 98,09                     | 20 851                   | 91,36                    |
|                                                                          |                                                                           |                           |                           |                          |                          |
| Candidat Étiquette politique (partis et alliances)                       | Candidat Étiquette politique (partis et alliances)                        | Voix                      | % des exprimés            | Voix                     | % des exprimés           |
|                                                                          |                                                                           |                           |                           |                          |                          |
|                                                                          | Pierre-Alain Raphan La République en marche                               | 7 093                     | 26,68                     | 11 138                   | 53,42                    |
|                                                                          | Charlotte Girard La France insoumise                                      | 4 134                     | 15,55                     | 9 713                    | 46,58                    |
|                                                                          | Marianne Duranton Union des démocrates et indépendants (Les Républicains) | 3 755                     | 14,13                     |                          |                          |
|                                                                          | Malek Boutih (député sortant) Parti socialiste                            | 3 294                     | 12,39                     |                          |                          |
|                                                                          | Lucie Dedi Front national                                                 | 2 850                     | 10,72                     |                          |                          |
|                                                                          | Philippe Rio Parti communiste français                                    | 2 849                     | 10,72                     |                          |                          |
|                                                                          | Isabelle Catrain Europe Écologie Les Verts                                | 1 307                     | 4,92                      |                          |                          |
|                                                                          | Valérie Fleury Debout la France                                           | 803                       | 3,02                      |                          |                          |
|                                                                          | Marianne Hardy Union populaire républicaine                               | 261                       | 0,98                      |                          |                          |
|                                                                          | Chantal Duboulay Lutte ouvrière                                           | 238                       | 0,90                      |                          |                          |
| Source : Ministère de l'Intérieur - Dixième circonscription de l'Essonne |                                                                           |                           |                           |                          |                          |